# Roland Sjödin
Bengt Roland Sjödin, född 25 juli 1921 i Östersund, död där 7 september 2005, var en svensk målarmästare och målare.
Han var son till målaren Ernst Emil Sjödin och Lydia Maria Linnea Hellström och från 1953 gift med affärsbiträdet Märta Isidora Krantz. Vid sidan av sitt arbete som yrkesmålare var Sjödin verksam som konstnär han studerade konst för John L Hedman, Paul Sahlin, Eric Hemmingsson och Gösta Nyberg 1950–1936 med längre och kortare uppehåll samt under en studieresa till Italien 1963. Separat ställde han ut i Gävle 1954 och han medverkade i tidningen Expressens utställningar i Stockholm. Hans konst består av stilleben, figurer och landskapsmålningar.   